# Wychów
Wychów – zespół zabiegów podejmowanych przez człowieka, mających na celu zapewnienie młodym zwierzętom hodowlanym prawidłowego wzrostu i rozwoju w drodze racjonalnego żywienia i odpowiedniej pielęgnacji.